# Robert M. Levine
Robert M. Levine (26 mars 1941 - 1er avril 2003) est un historien américain, spécialiste de l'Amérique latine. 

## Biographie
Fils de David et Ruth Levine, ayant passé ses jeunes années à New York, Robert M. Levine obtient d’abord une licence en histoire (avec grande distinction) à l’université Colgate, puis soutient une thèse de doctorat à l’université de Princeton,. Il enseigne ensuite l’histoire à l’université d'État de New York à Stony Brook de 1966 à 1981, avant d’occuper la chaire d’histoire et de diriger le département d’études latino-américaines à l’université de Miami,,.
Ses recherches portent sur l’Amérique latine, plus particulièrement l’histoire culturelle et politique du Brésil, la diaspora juive en Amérique latine, l’histoire de Cuba, et l’histoire latino-américaine en général,.
Robert Levine meurt d’un cancer, laissant derrière lui deux fils, Joey et David. Ses archives personnelles, comprenant de très nombreux documents écrits et photographiques, ont été cédées à l’université de Miami.

## Ouvrages de Robert Levine
- The Vargas Regime: The Critical Years, 1934-1938 (1970, à partir de sa thèse de doctorat ; la traduction portugaise, sous le titre O regime de Vargas, dont la publication ne fut autorisée qu’après 1980, resta en tête des ventes pendant 12 semaines)
- Vale of Tears: The Canudos Massacre in Northeast Brésil Revisited, éd. University of California Press, 1995
- Images ofHistory: Nineteenth and Early Twentieth Century Latin American Photographs as Documents, 1989
- Cuba in the 1850's: Through the Lens of Charles DeForest Fredricks, 1990
- Tropical Diaspora: the Jewish Experience in Cuba, 1902-1992, 1994
- Cinderela Negra: A Saga de Carolina Maria de Jesus (en collaboration avec José Carlos Sebe), 1994
- The Life and Death of Carolina Maria de Jesus (en collaboration avec José Carlos Sebe), 1995
- Brazilian Legacies, 1997
- Father of the Poor? Getúlio Vargas and His Era, 1998
- The History of Brazil (ouvrage de vulgarisation), 1999
- Cuban Miami (en collaboration avec Moises Asis), 2000
- Secret Missions to Cuba: Fidel Castro, Bernardo Benes, and Cuban Miami, 2001
- Cambridge Concise History of Cuba (laissé par Levine à l’état de manuscrit ; version définitive établie posthumément par le prof. Frank O. Mora)